# (11315) Salpêtrière
(11315) Salpêtrière, désignation internationale (11315) Salpetriere, est un astéroïde de la ceinture principale.

## Description
(11315) Salpêtrière est un astéroïde de la ceinture principale. Il fut découvert par Eric Walter Elst le 8 juillet 1994 à Caussols. Il présente une orbite caractérisée par un demi-grand axe de 2,35 UA, une excentricité de 0,098 et une inclinaison de 1,64° par rapport à l'écliptique.
Il fut nommé d'après l'Hôpital de la Salpêtrière à Paris, célèbre clinique spécialisée en neurologie.

## Compléments